# FOXI1
FOXI1‏ (Forkhead box I1) هوَ بروتين يُشَفر بواسطة جين FOXI1 في الإنسان.